# Meister der Figdorschen Kreuzabnahme
Als Meister der Figdorschen Kreuzabnahme wird ein Ende des 15. Jahrhunderts im Norden der Niederlande tätiger Maler bezeichnet. Der namentlich nicht bekannte, auch zuerst als Meister der Kreuzabnahme der Sammlung Figdor benannte Künstler erhielt seinen Notnamen nach seinem ursprünglich in der Sammlung von Albert Figdor aus Wien enthaltenen Bild, das die Abnahme Christi vom Kreuz darstellt.

## Verlust der Figdorschen Kreuzabnahme
Das Bild der Kreuzabnahme entstand um 1490/1500 wohl als Teil eines Flügelaltars, der vermutlich im Laufe der Reformation aus dem Kirchenraum entfernt und zerteilt wurde. Das Bild gelangte Ende des 19. Jahrhunderts in die Sammlung Figdor und wurde bei deren Auflösung 1930 von den Staatlichen Museen in Berlin ersteigert. Zum Ende des Zweiten Weltkrieges ausgelagert, ging das Werk 1945 beim Brand des Leitturms des Flakbunkers im Friedrichshain in Berlin verloren. Zu diesem Zeitpunkt hatte sich der Notname des Meisters nach diesem Werk bereits gefestigt.

## Martyrium der heiligen Lucia

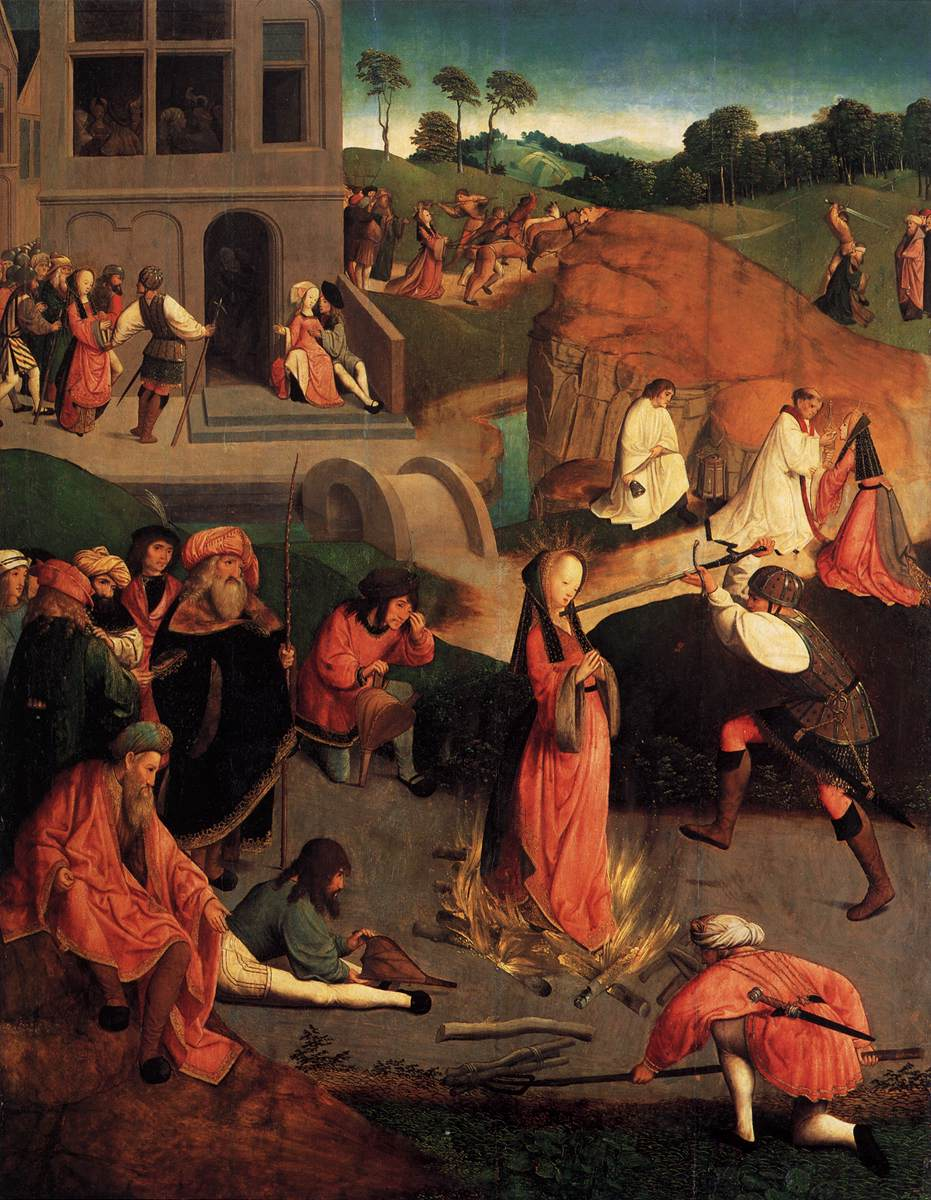
Meister der Figdorschen Kreuzabnahme: Das Martyrium der heiligen Lucia, Amsterdam, um 1500

Die ehemalige andere Seite der Kreuzabnahme stellt das Martyrium der heiligen Lucia dar. Das Bild wurde wohl im 19. Jahrhundert abgetrennt und befindet sich heute im Besitz des Rijksmuseums in Amsterdam. Wegen der Darstellung dieser in den Niederlanden im Mittelalter wenig bekannten und selten mit Kirchen geehrten Heiligen kann vermutet werden, dass Kreuzabnahme und Heiligenbild des Meisters der Figdorschen Kreuzabnahme für den Konvent der heiligen Lucia in Amsterdam gemalt wurden.
Der Meister wurde wegen des Bildes auch vereinzelt als Meister der Lucia-Marter oder Luciameister bezeichnet; ein Name, der jedoch kaum weiter in der Kunstgeschichte benutzt wird, da er zu Verwechslung mit anderen anonymen Meistern führen kann, die ebenfalls in einem Hauptwerk das Thema der Lucia-Marter darstellen.
Das Lucia-Bild des Meisters der Figdorschen Kreuzabnahme ist heute als Leihgabe im Museum Boijmans Van Beuningen in Rotterdam zu sehen.

## Stil und Einflüsse
Der Meister der Figdorschen Kreuzabnahme wird als Nachfolger von Geertgen tot Sint Jans verstanden. Wegen der Nähe seines Stiles zu dem von Geertgens, einem Hauptmeister der holländischen Malerei des 15. Jahrhunderts in Haarlem, wurde der Meister auch in frühen Jahren der Kunstgeschichte manchmal Pseudo-Geertgen genannt. Wenn auch Landschaftsdarstellung und Faltenwurf dem Malstil von Geertgen sehr nahestehen, so fehlt den Bildern des Meisters der Figdorschen Kreuzabnahme nach Ansicht der Experten jedoch dessen künstlerische Perfektion in der Ausführung. Durch die Stilnähe wird allerdings eine Ausbildung in Haarlem wahrscheinlich.

## Lehrmeister des Cornelisz van Oostsanen?
Unter den Nachfolgern Geertgen tot Sint Jans gilt besonders der Meister der Figdorschen Kreuzabnahme als möglicher Lehrmeister Jacob Cornelisz. van Oostsanens. Stilistische Vergleiche ließen manche Kunsthistoriker weiter vermuten, dass die dem Meister zugeschriebenen Werke eventuell Arbeiten eines jungen van Oostsanen sein könnten. Beide Hypothesen sind nicht unbedingt voll belegbar, zeigen aber doch, dass der Meister der Figdorschen Kreuzabnahme wohl in Amsterdam, Haarlem oder Umgebung tätig war. Auch die Annahme, dass er mit dem ebenfalls namentlich nicht bekannten Meister des Lebensbrunnens identisch sein könnte, steht im Raum.